# Lista över fornlämningar i Storumans kommun
Lista över fornlämningar i Storumans kommun är en förteckning av ett urval av de fornlämningar som finns i Storumans kommun.

## Stensele
| Namn          | Lämningstyp  | Tillkomsttid | Historisk indelning | Plats | Läge                 | ID-nr          | Bild                                 |
| ------------- | ------------ | ------------ | ------------------- | ----- | -------------------- | -------------- | ------------------------------------ |
| Stensele 1055 | Stensättning |              | Stensele, Lappland  |       | 64.980035, 17.751901 | 12000000069024 | Ladda upp en bild av detta fornminne |
| Stensele 1078 | Stensättning |              | Stensele, Lappland  |       | 64.979999, 17.751914 | 12000000069048 | Ladda upp en bild av detta fornminne |

## Tärna
| Namn                    | Lämningstyp                      | Tillkomsttid | Historisk indelning | Plats | Läge                 | ID-nr          | Bild                                 |
| ----------------------- | -------------------------------- | ------------ | ------------------- | ----- | -------------------- | -------------- | ------------------------------------ |
| Tärna 157:1             | Begravningsplats                 |              | Tärna, Lappland     |       | 65.713207, 15.290234 | 10015401570001 | Ladda upp en bild av detta fornminne |
| Kyrknäset (Tärna 158:1) | Kyrka/kapell                     |              | Tärna, Lappland     |       | 65.699134, 15.374465 | 10015401580001 | Ladda upp en bild av detta fornminne |
| Kalmesudo (Tärna 193:1) | Röse                             |              | Tärna, Lappland     |       | 65.585909, 14.767717 | 10015401930001 | Ladda upp en bild av detta fornminne |
| Tärna 194:1             | Röse                             |              | Tärna, Lappland     |       | 65.547892, 14.863223 | 10015401940001 | Ladda upp en bild av detta fornminne |
| Tärna 230:1             | Begravningsplats                 |              | Tärna, Lappland     |       | 65.714683, 15.289501 | 10015402300001 | Ladda upp en bild av detta fornminne |
| Tärna 540:1             | Stensättning                     |              | Tärna, Lappland     |       | 65.766709, 15.166504 | 10015405400001 | Ladda upp en bild av detta fornminne |
| Tärna 1068:1            | Ristning, medeltid/historisk tid |              | Tärna, Lappland     |       | 65.684071, 14.658773 | 10015410680001 | Ladda upp en bild av detta fornminne |